# Enkianthus
Enkianthus es un pequeño género con 46 especies de plantas  pertenecientes a la familia Ericaceae. Son nativas del sudeste de Asia: China, Indochina, Japón.
Es el único género de la tribu Enkianthoideae.

## Taxonomía
El género fue descrito por  João de Loureiro y publicado en Flora Cochinchinensis 1: 258, 276. 1790. La especie tipo es: Enkianthus quinqueflorus Lour. 

## Descripción
Es un arbusto o pequeño árbol caduco (raramente perenne). Las hojas están agrupadas al final de las ramas, pecioladas y con los márgenes serrados. Las inflorescencias son terminales en umbelas o corimbos. Las flores raramente solitarias. La corola es ampliamente acampanada. 

## Especies
- Enkianthus campanulatus
- Enkianthus cernuus (Sieb. & Zucc.) Benth. & Hook. f. ex Makino
- Enkianthus chinensis Franch., China
- Enkianthus deflexus (Griff.) C.K.Schneid., China, Himalaya, Nepal
- Enkianthus nudipes (Honda) Ohwi
- Enkianthus pallidiflorus Craib
- Enkianthus pauciflorus E.H.Wilson, China
- Enkianthus perulatus C.K.Schneid., China, Japan
- Enkianthus quinqueflorus Lour., China
- Enkianthus recurvus Craib
- Enkianthus ruber Dop, Vietnam
- Enkianthus sikokianus (Palib.) Ohwi
- Enkianthus subsessilis (Miq.) Makino
- Enkianthus serotinus Chun & W.P.Fang, China
- Enkianthus serrulatus (E.H.Wilson) C.K.Schneid., China
- Enkianthus taiwanianus T.S.Ying, Taiwán
- Enkianthus tectus Craib
- Enkianthus tubulatus P. C. Tam.